# Марко (тропічний шторм, 2008)
Тропічний шторм Марко (англ. Tropical Storm Marco) — найменший відомий тропічний циклон за всю історію спостережень. Він розвинувся наприкінці вересня 2008 року з великої зони низького тиску, що існувала на півночі Карибського моря, під дією тропічної хвилі у слабкий центр цикруляції біля Белізу. Після перетинання південної частини півострову Юкатан 6 жовтня, зона низького тиску була класифікована як тропічна депресія. Тропічна депресія швидко підсилилася у тропічний шторм, що того ж дня отримав назву «Марко». Це був 13-тий названий тропічний шторм атлантичного сезону ураганів 2008 року. Тропічний циклон досяг найбільшої інтенсивності з вітрами 29 м/с уранці 7 жовтня. На той час діаметр вітрів сили тропічного шторму становив 18,5 км, через що його вважають найменшим відомим тропічним циклоном. Опівдні Марко вийшов на сушу біля міста Місантла, штат Веракрус, викликав повені висотою до 3 м  та розсіявся того ж дня. Через невеликий розмір, невеликими були й збитки від цього шторму, хоча він вийшов на суходіл у населеному районі.